# Ferran Cartes i Yerro
Ferran Cartes i Yerro (Tortosa, Baix Ebre, 1943), és un dissenyador gràfic i escultor català.
Es dedica professionalment a l'escultura des del 1977. De formació autodidacta, va iniciar la seva carrera artística en el camp del disseny industrial, i posteriorment en el camp del grafisme. Ha dirigit una secció especialitzada en aquests camps a la revista CAU, i també ha estat professor de teoria de la comunicació a l'Escola Massana entre el anys 1972 i 1985. Durant el franquisme va col·laborar amb partits polítics des de la clandestinitat, especialment amb el PSUC. Va formar part del col·lectiu artístic MACLA-65. Se'l coneix principalment per les seves aportacions en el camp de la comunicació visual política i institucional.
L’any 2000 realitza una exposició monogràfica al Museu de l’Ebre de Tortosa, titulada “Pedres d’aigua”.